# Nachal Avner
Nachal Avner (hebrejsky: נחל אבנר) je vádí v severním Izraeli, v pohoří Gilboa a v Bejtše'anském údolí, jež je součástí příkopové propadliny okolo řeky Jordán)
Začíná v nadmořské výšce okolo 300 metrů v jihovýchodní části pohoří Gilboa, na východních svazích hory Har Avner, cca 1 kilometr jihovýchodně od vesnice Malkišua. Vrcholová partie hory Har Avner je zalesněná, dál klesá vádí prudce k východu po odlesněných svazích do zemědělsky využívaného Bejtše'anského údolí, do kterého ústí jihozápadně od vesnice Sdej Trumot. V této zemědělsky intenzivně využívané oblasti je vodní režim změněn kvůli rozsáhlým melioračním zásahům a vádí je tu svedeno do umělých vodotečí, které jsou napojeny na řeku Jordán.